# François Séverin Marceau-Desgraviers
François Marceau, francoski general in politik, * 1769, † 1796.
1. 1 2  SNAC — 2010.
2. 1 2  Ivo D'Oyly Elliott Encyclopædia Britannica
3. ↑  https://twitter.com/VilledeChartres/status/1511392675378962432